# Novoanninsky (huyện)
Huyện Novoanninsky (tiếng Nga: ? райо́н) là một huyện hành chính tự quản (raion), của Tỉnh Volgograd, Nga. Huyện có diện tích 3070 km², dân số thời điểm ngày 1 tháng 1 năm 2000 là 43000 người. Trung tâm của huyện đóng ở Novoanninsky.